# Michio Kaku

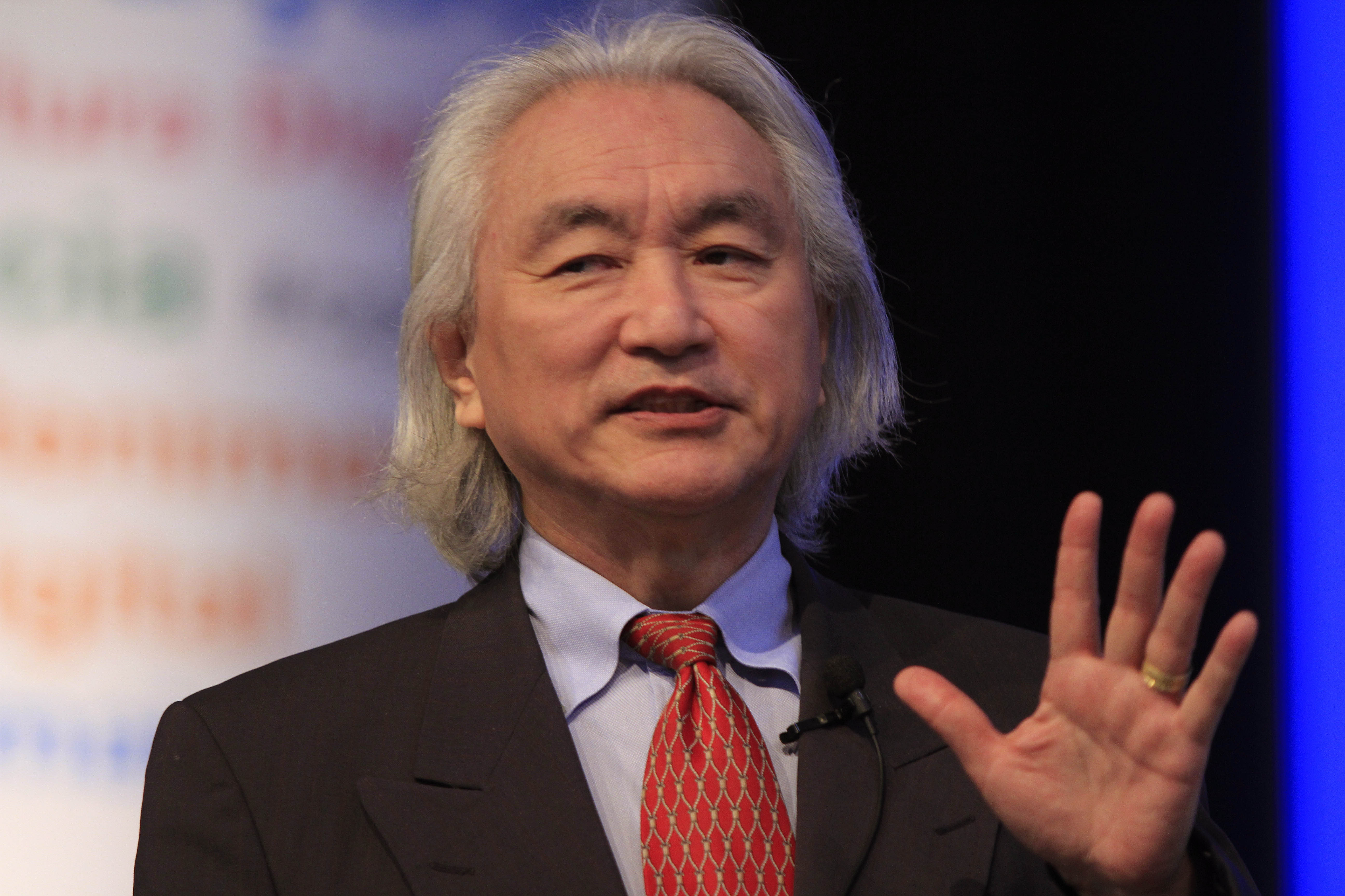
Michio Kaku in 2012

Michio Kaku (San Jose (Californië), 24 januari 1947) is een Amerikaanse futuroloog en theoretisch natuurkundige, gespecialiseerd in de snaartheorie.
Hij is een popularisator van de wetenschap, gastheer van 2 radioprogramma's en een auteur. Dr. Kaku is hoogleraar Theoretische Natuurkunde aan het City College of New York.

## Jeugd en opleiding
Kaku werd geboren in San Jose in de staat Californië. Zijn ouders waren Japanse immigranten. Kaku speelde schaak met het schaakteam van Cubberley High School in Palo Alto in de vroege jaren 1960. Op de National Science Fair in Albuquerque, New Mexico, trok hij de aandacht van de natuurkundige Edward Teller. Kaku studeerde cum laude af aan Harvard-universiteit, met een BS graad in 1968. Hij werkte in het Berkeley Radiation Laboratory van de Universiteit van Californië, Berkeley en ontving een Ph.D. in 1972.

## Academische carrière
Kaku is momenteel hoogleraar in de theoretische natuurkunde. Nu is hij bezig met het definiëren van de
"Theorie van alles", die beoogt de vier fundamentele krachten van het universum te verenigen;
de sterke kernkracht, de zwakke kernkracht, de zwaartekracht en het elektromagnetisme.
Hij heeft artikelen gepubliceerd over het onderzoek naar de snaartheorie van 1969 tot 2000. In 1974, schreef hij het eerste artikel over snaartheorie. Veel van de ideeën die hij voor het eerst verkend heeft zijn sindsdien uitgegroeid tot actieve gebieden van het onderzoek. Zijn meest recente onderzoek, over 
bosonische quantum membranen, werd gepubliceerd in Physical Review in 2000.
Kaku publiceerde 170 artikelen in tijdschriften met betrekking tot onderwerpen zoals snarentheorie, supergravitatie, supersymmetrie en natuurkunde. Hij is ook auteur van een aantal populair-wetenschappelijke boeken: Visions, Hyperspace, Einstein Kosmos en Parallel Worlds, en co-auteur van Beyond Einstein met Jennifer Thompson. Hyperspace is een bestseller en werd uitgeroepen tot een van de beste wetenschappelijke boeken van het jaar door zowel de New York Times en de Washington Post.
Zijn nieuwste boek, Physics of the Impossible, onderzoekt de technologie van onzichtbaarheid, teleportatie, helderziendheid, anti-materie motoren, het tijdreizen en meer beschouwd als-alle dingen die niet mogelijk zijn vandaag, maar misschien wel in de toekomst.

## Film en televisie
Kaku is verschenen in vele vormen van media en op tal van programma's en netwerken, waaronder Good Morning America, The Screen Savers, Larry King Live, 60 minuten, Nightline, 20/20, Naked Science, CNN, ABC News, CBS News, NBC News , Al Jazeera Engels, Fox News Channel, The History Channel, The Science Channel, The Discovery Channel, TLC, Countdown met Keith Olbermann, de Art Bell Show en de opvolger daarvan, Coast To Coast AM en The Opie & Anthony Show en The Covino & Rich Show.
In 2005 verscheen in Kaku de korte documentaire Obsessed & Scientific. De film gaat over de mogelijkheid van tijdreizen en de mensen die daar over dromen. Het is vertoond op het Montreal World Film Festival. Kaku verscheen ook in de ABC-documentaire UFO's: Zien is geloven, waarin hij suggereerde dat terwijl hij van mening was dat het uiterst onwaarschijnlijk is dat buitenaardse wezens ooit daadwerkelijk de Aarde bezocht hebben, we onze geest open moeten houden voor het mogelijke bestaan van beschavingen die een miljoen jaar voorlopen op ons in de technologie. Hij heeft ook gesproken over de toekomst van de exploratie van het interstellaire buitenaards leven in de, op Discovery Channel vertoonde, speciale Alien Planet serie.

## Documentaires
- We Are the Guinea Pigs (1980)
- Borders (1989)
- Synthetic Pleasures (1995)
- Einstein Revealed (1996)
- Future Fantastic (1996)
- Stephen Hawking's Universe (1997)
- Bioperfection: Building a New Human Race (1998)
- Exodus Earth (1999)
- Me & Isaac Newton (1999)
- Space: The Final Junkyard (1999)
- Big Questions (2001)
- Parallel Universes (2001)
- Horizon: "Time travel" (2003)
- Robo sapiens (2003)
- Brilliant Minds: Secret Of The Cosmos (2003)
- Nova: "The Elegant Universe" (2003)
- Hawking (2004)
- The Screen Savers (2004)
- Unscrewed with Martin Sargent (2004)
- Alien Planet (2005)
- ABC News "UFOs: Seeing Is Believing" (2005)
- HARDtalk Extra (2005)
- Last Days on Earth (2005)
- Obsessed & Scientific (2005)
- Horizon: "Einstein's Unfinished Symphony" (2005)
- Prophets of Science Fiction (2006)
- Time (2006)
- 2057 (2007)
- The Universe (2007)
- Futurecar (2007)
- Attack of the Show! (2007)
- Visions of the Future (2008)
- Horizon: "The President's Guide to Science" (2008)
- Stephen Hawking: Master of the Universe (2008)
- Horizon: "Who's Afraid of a Big Black Hole" (2009–2010)
- Sci Fi Science: Physics of the Impossible (2009-2010)
- How the Universe Works (2010)
- Through the Wormhole (2010-2013)
- Aliens: The Definitive Guide (2013)